# Swangrove

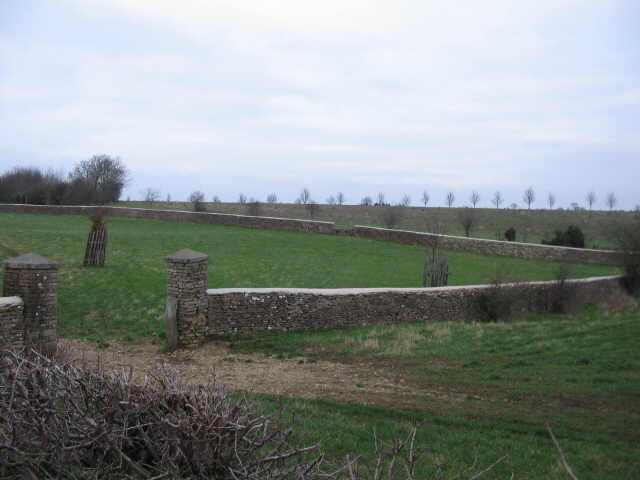
Terreno de Swangrove

Swangrove é uma casa de campo listada de Grau I em Hawkesbury, South Gloucestershire, Inglaterra. A lista inclui a casa Swangrove, as suas paredes de jardim, quatro pavilhões de canto e o portão. Foi construída em 1703 por William Killigrew de Bath .